# Tackle (American Football)

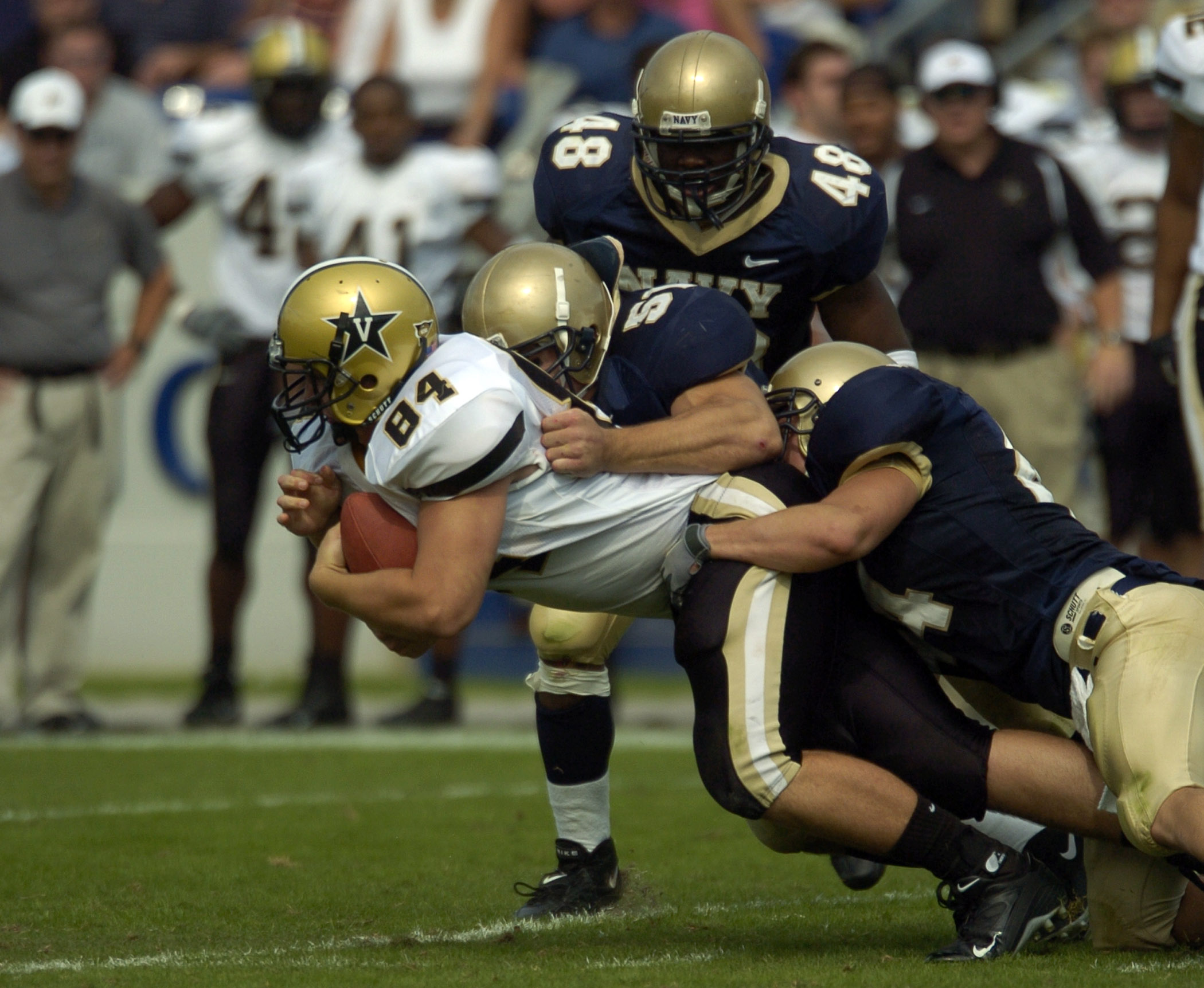
Dustin Dunning wird zu Boden gezogen

Unter einem Tackle (engl. „in Angriff nehmen“, „bewältigen“) versteht man im American Football das Zu-Boden-Bringen eines Ballträgers durch einen körperlichen Eingriff. Hierbei wird der Gegenspieler unter physischem Einsatz an der Fortbewegung behindert und somit aus dem Gleichgewicht gebracht (ein sogenannter Hit) oder, wie es bei kräftigeren Angreifern der Fall ist, zu Boden gezogen. Da ein Play beendet ist, wenn ein Körperteil des Ballträgers außer den Händen und Füßen den Boden berührt, bedeutet ein erfolgreiches Tackle das Ende des Spielzugs (Play), wogegen ein versuchtes, aber fehlgeschlagenes Tackle Lost bzw. Broken Tackle genannt wird. Ist der Einsatz des Tacklers unnötig oder übermäßig hart, ist das ein Foul (Unneccessary Roughness); 15 Yards Strafe und automatisches First Down.
Eine andere Variante des Tackles ist der sogenannte Strip (engl. „entreißen“), bei dem versucht wird, den Angreifer vom Ball zu trennen, ohne dass dieser down, also getackelt und das Play beendet ist. Dabei wird am Ball haltenden Arm gezogen oder auf den Ball geschlagen. Ein erfolgreiches Strip führt zu einem Fumble. Diese Technik wird vorwiegend bei langsamen Gegnern, wie z. B. dem Quarterback oder manchmal dem Fullback angewandt, da diese nach einem fehlgeschlagenen Strip noch von anderen Verteidigern getackelt werden können bzw. ein solches Manöver besonders bei einem voraussichtlichen Sack von hinten durch den Überraschungseffekt sehr erfolgversprechend ist.
Spieler, die nicht oder nicht mehr in Ballbesitz sind, dürfen nicht getackelt werden. Mit einigen Ausnahmen (bei denen jeder Kontakt verboten ist, z. B. Passbehinderung) darf gegnerischen Spielern nur unter Einsatz der Körpermasse der Laufweg versperrt werden (sogenanntes Blocken). Dabei darf mit den Händen nur gestoßen werden; Ziehen oder Festhalten ist beim Blocken ein Foul. Blocken von hinten ist generell verboten; während Kickspielzügen ist das Blocken von vorne nur oberhalb der Gürtellinie erlaubt.
In der kontaktarmen Variante, dem Flag Football, wird der körperliche Kontakt durch das Herausziehen eines seitlich am Gürtel befestigten Stoff- oder Kunststoffstreifens, der Flagge, ersetzt.